# بصلة جؤجؤ

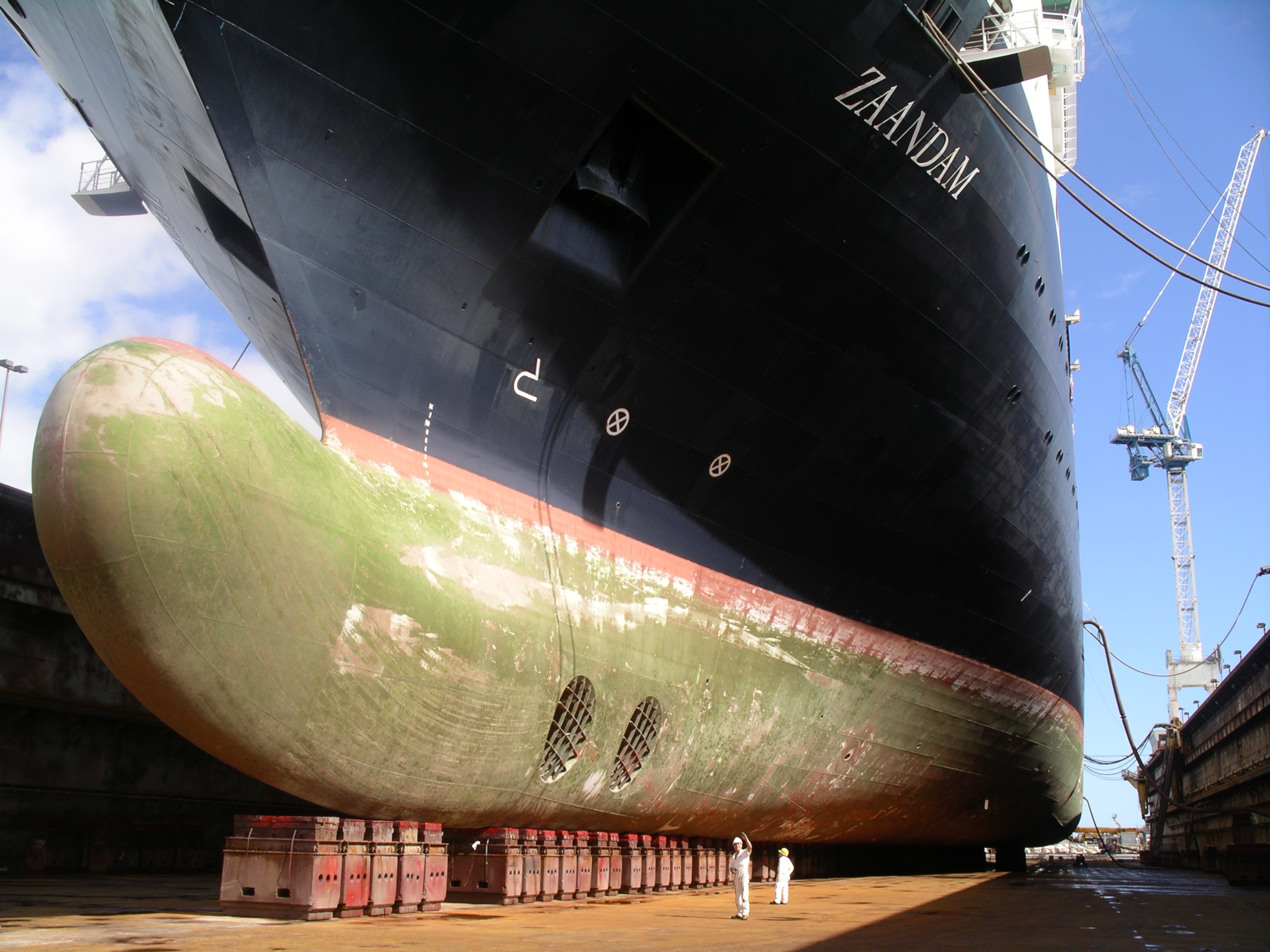
تنحني بصلة الجؤجؤ الشبيهة بآلة الكبش لأعلى من الأسفل، ولها "بُرْجُمة" (تشبيهًا بمفاصل الأصابع) إذا كان الجزء العلوي أعلى من نقطة الالتقاء مع البدن - الكوات الموجودة في الجانب هي دافعة جؤجؤ.

بصلة الجؤجؤ هي بصلة بارزة في جؤجؤ سفينة (أو أمامها) أسفل خط الماء مباشرةً. تعدّل البصلة طريقة تدفق المياه حول البدن، مما يقلل من مقاومة ماء البحر وبالتالي يزيد السرعة والمدى وكفاءة استهلاك الوقود والاستقرار. تتمتع السفن الكبيرة ذات بصلات الجآجئ عمومًا بكفاءة أفضل في استهلاك الوقود بنسبة تراوح بين 12 و15 بالمائة مقارنة بالسفن المماثلة التي لا تحتوي عليها. تزيد بصلة الجؤجؤ أيضًا من طفو الجزء الأمامي وبالتالي تقلل من خطران السفينة إلى درجة صغيرة.
تستفيد المركبات المائية ذات الطاقة الحركية العالية، والتي تتناسب مع الكتلة ومربع السرعة، من وجود بصلة جؤجؤ مصممة لسرعة تشغيلها؛ ويشمل ذلك المركبات المائية ذات الكتلة الكبيرة (مثل الناقلات العملاقة) أو ذات سرعة الخدمة العالية (مثل سفن الركاب وسفن الشحن). تتمتع السفن ذات الكتلة الأقل (أقل من 4000 طن ساكن) وتلك التي تعمل بسرعات أبطأ (أقل من 12 عقدة) بفائدة منخفضة من بصلات الجآجئ، بسبب الدوامات الاضطرابية التي تحدث في تلك الحالات؛  تشمل الأمثلة زوارق القطر، والزوارق السريعة، والسفن الشراعية، واليخوت الصغيرة.
لقد وجد أن بصلات الجآجئ تكون أكثر فعالية عند استخدامها على السفن التي تستوفي الشروط التالية:
- طول خط الماء أطول من نحو 15 متر (49 قدم) .[5]
- تصميم البصلة مستمثَل ليناسب سرعة تشغيل السفينة.[6]